# Calle de José Zorrilla
La calle de José Zorrilla es una vía pública de la ciudad española de Segovia. Su recorrido forma parte del trazado del histórico Cordel de Santillana que conecta Segovia y el puerto de la Fuenfría.

## Descripción
La vía, que tradicionalmente se conoció como «calle del Mercado», honra con el título al poeta y dramaturgo vallisoletano José Zorrilla y Moral (1817-1893), que habría tenido empezado a su muerte un poema titulado Segovia. Nace de la calle del Puente de la Muerte y la Vida y discurre hasta llegar a la carretera de San Rafael. Aparece descrita en Las calles de Segovia (1918) de Mariano Sáez y Romero con las siguientes palabras:

José Zorrilla.—Comienza esta gran vía en la calle del Puente de la Muerte y de la Vida y termina en la Puerta de Madrid, pasado el Cristo del Mercado. Se llama esta calle, se sigue llamando y continuará llamándose por los antiguos segovianos calle del Mercado, por existir en ella la ermita del Santísimo Cristo del Mercado, con que es conocido este pequeño templo, y el nombre de Mercado se deriva de la feria y mercado de ganados que ahora, en la época de ferias por el mes de junio, y antes con más frecuencia, había en este sitio reses y caballerías que venían a vender gitanos, chalanes y aldeanos que habitaban sus casas y vivaqueaban en sus alrededores. Es una amplia y dilatada calle, la más ancha y larga de Segovia y la primera que siempre figura en los planes de transformación urbana de la Capital, por ser llana, ancha, ser la entrada desde la estación de ferrocarril, si bien son las casas pobres, bajas, esquinadas e impropias de una Ciudad moderna, y si alguna se ha levantado de nueva construcción y de mejor presentación, son tan pocas, que no han quitado el conjunto desagradable que tiene esta vía. Se dice que siendo ésta en su mayor parte el barrio de los labradores, gente proletaria y de pocos recursos, que tienen que vivir en alguna parte, forzosamente han de ser sus viviendas casas de labor con sus corrales, sus establos y las habitaciones dispuestas para aperos y gente del campo; pero aparte de no ser indispensables que vivan en esta calle, ni todas las casas son de labranza y las que lo fueran, podrán, sin embargo, ser modestas, de un solo pisos si se quiere, pero alineadas, con simetrías en los huecos de sus fachadas y estas limpias, que no contrastasen con las otras casas de ornamentación moderna. Por aquí podría empezar el resurgimiento de Segovia, respetando así la parte vieja, la de calles típicas, monumentos históricos, antigüedades y recuerdos, pues si no se construye nuevo, por lo menos respétese lo viejo, lo que es placentero y educativo para el soñador y el artista y es recuerdo glorioso de los tiempos que pasaron. Esta calle conserva algunas casas con soportales, que van poco a poco desapareciendo, y donde empieza su ensanchamiento, se halla a su derecha un enorme edificio que destaca su mole por la parte del Paseo Nuevo, llamado convento de la Trinidad. [...] Avanza la calle, en su centro afirmada de carretera, con andenes laterales, casas modestas y deformes en su mayoría, y se llega a la ermita del Santísimo Cristo de la Cruz, templo aislado, pequeño, pero muy visitado por los fieles, abierto todo el día y conocido vulgarmente por Cruz del Mercado. [...] Al final se alza la puerta llamada de Madrid, que antes cerraba el muro que encintaba esta parte de calle, y ahora sólo se conserva el arco aislado y las estatuas de los conquistadores de Madrid, Día Sanz y Fernán García, en su altura, y a los lados dos remates con bolas. En la calle hay dos fuentes para el vecindario y dos pilones abrevaderos para el ganado y unas filas de árboles en la carretera, que ni prosperan, ni procuran librarlos de las naturales acometidas de los animales que andan por allí sueltos.
(Sáez y Romero, 1918, pp. 93-96)